# ジョン・エンブリー
ジョン・フィ・エンブリー（John Fee Embree、1908年8月26日 - 1950年12月22日）は、日本を専門に研究したアメリカの人類学者。イェール大学教授のときに交通事故により死去した。

## 経歴
コネチカット州ニューヘイブンに生まれる。
1932年にハワイ大学で学士（教養）を、1934年にトロント大学で修士号を、1937年にシカゴ大学でPh.Dを取得した。シカゴ大学では構造機能主義の社会人類学者ラドクリフ＝ブラウンの指導を受けた。
1935年から1936年まで、博士論文研究の一環として熊本県の須恵村（現在のあさぎり町）でフィールドワークを行った。
研究成果は1939年にシカゴ大学出版局からSuye Mura: A Japanese Villageとして発行された。妻のエラ・ルーリィ・エンブリー（再婚後はウィズウェル姓）も須恵村で共同研究を行い、のちにThe Women of Suye Muraというタイトルで民族誌を出版した。人類学者による日本最初の農村調査の成果である『須恵村』を、エンブリーは未開社会から産業社会への過渡期の農民社会（peasant society）として著した。
1937年から1941年までハワイ大学で人類学の教授を務めた。第二次世界大戦中の1943年から1945年までは、アメリカ合衆国旧陸軍省が日本と占領地域に対する軍政部将校を訓練するためにシカゴ大学に設置した民政訓練学校（Civil Affairs Training School）において、人類学の准教授と日本地域研究の長を務めた。
1948年から1950年までは、イェール大学で社会学の准教授および人類学のResearch Associateを務めた。タイ社会の研究では、日本や中国、ベトナムなどの社会と比べて行動や価値観における個人差が大きい「弛緩した社会」として捉えるユニークな着想が注目された。
大学の東南アジア研究部門の理事として任命されていた1950年末、コネチカット州ハムデンで一人娘のクレアとともに自動車にはねられて死去した。享年42歳。

## 日本滞在
須恵村でのフィールドワーク以前に、エンブリーは日本を二度訪れている。最初は1926年2月、リンカーン高校の学生のときに両親に連れられて訪日し、その後、中国、インド、フランスを歴訪した。二回目はハワイ大学卒業後の1932年6月から9月まで、軽井沢に滞在した。
1935年8月12日、妻・エラと2歳の娘・クレアとともに横浜港に到着した。8月下旬から2ヶ月の間、調査地選びのために日本各地を訪問し、予備調査をした町村は22ヶ所に上った。その間、那須皓、鈴木栄太郎、渋沢敬三、柳田國男らと面会している。訪日していたラドクリフ＝ブラウンも交えて、10月15日に調査地を須恵村に決定し、準備期間を経て11月2日に須恵村に居を構える。
丸一年に及ぶ滞在の後、1936年11月2日に須恵村を離れる。東京に一ヶ月滞在し、柳田國男と再会した後、12月7日に横浜港から帰国の途に就く。

## 日本における評価
ルース・ベネディクトの『菊と刀』が刊行される前年の1945年にエンブリーはThe Japanese Nation（『日本国家』）を著しているが、邦訳されることはなかった。同じアメリカ人による日本論でありながら、1948年に邦訳された『菊と刀』が広く一般に読み継がれているのとは対照的であり、人類学や民俗学の専門家以外でエンブリーを知る人は多くない。その要因の一つとして、戦後の日本における共同体批判の影響を、田中一彦は『忘れられた人類学者 エンブリー夫妻が見た〈日本の村〉』の中で指摘している。欧米の価値観に基づく批判的な眼差しではなく、ムラの日常生活を当時の日本人と同じ目線で観察したエンブリーは、新規性や批判性に欠けるとされ、ベネディクトの影に隠れてしまったという見方である。その一方で、エンブリーは内外の研究者から高い評価を受けており、『須恵村』は日本研究者の必読書とされ、大学の教科書としても使われている。
須恵村での調査前にエンブリーと面会した鈴木栄太郎は、『須恵村』の書評において「假令一年間日本の村に留まっても、どれ程の事が分かり得ようと私は思った」と当時を振り返りながら、「然し私は今彼の研究の結果『スエ村』を見て凡そ外国人としてこれ以上に日本農民の心を読みとる事は望み得ないであろうと思って居る」と、精緻な観察力を高く評価している。しかし他方では、「要之エンブリー氏は『スエ村』に関し多くの事を識っては居る。けれども彼は殆ど其を羅列した丈であり、未だ科学的に処理しては居ない」として、従来の社会学の方法論の有効性を説いた。
生態学者の今西錦司は、奈良県平野村の農村調査をまとめた『村と人間』の序で、「本書は『スエムラ』をモデルにしたものではない」としながらも、同じインテンシヴ・メソッドを用いており、「一村の全貌をつたえるという点で、『スエムラ』の向うを張るようなものは、まだきわめてわずかしかない」と評している。
戦後に須恵村を調査した民俗学者の牛島盛光は、『須恵村』の書評の中で『菊と刀』と比較して「ジックリ腰を日本農家に下され、文献はあく迄も第二義的に取扱われた『須恵村』の中に、より深い日本人への愛情を感得することが出来る」と評し、「訳書出版の順序としては『菊と刀』より先に出るべき名著である」とした。

## 著作
- Suye Mura: A Japanese Village , 1939; PDF at archive.org（邦訳： ジョン・フィ・エンブリー 著、田中一彦訳『新・全訳 須恵村-日本の村』、農山漁村文化協会、2021年）
- Acculturation Among the Japanese of Kona, Hawaii, 1941
- The Japanese, 1943
- The Japanese Nation: A Social Survey, 1945
- Ethnology: A Visit to Laos, French Indochina, 1949

編集者として：
- Japanese Peasant Songs, compiled and annotated by Embree, with the assistance of Ella Embree and Yukuo Uyehara, 1944
- Bibliography of the Peoples and Cultures of Mainland Southeast Asia with Lillian Ota Dotson, 1950

論評者として：
- Togo-mura, a village in northern Japan by Hideo Nishikiori, translated by Toshio Sano, annotated by John Embree, 1945

エンブリーの研究に基づく：
- Loosely Structured Social Systems: Thailand in Comparative Perspective, edited by Hans-Dieter Evers, 1969, based on Embree's article Thailand - A Loosely Structured Social System, American Anthropologist, 1950[15]